# Marie-Louise Eta
Marie-Louise Eta, nata Bagehorn (Dresda, 7 luglio 1991), è un'allenatrice di calcio ed ex calciatrice tedesca, di ruolo centrocampista, collaboratrice tecnico dell'Union Berlino.

## Carriera

### Allenatrice
Dopo il ritiro dal calcio giocato Eta è rimasta legata al Werder Brema, assumendo l'incarico di capo-allenatrice della formazione D-Jugend (Under-13) presso il Nachwuchsleistungszentrum (NLZ), un centro di formazione in collaborazione con la Federcalcio tedesca (DFB), per la stagione 2018-2019. Per la stagione 2019-2020 rimane alla guida della stessa squadra, da quel momento diventata una C2-Junioren (U14), così come per la successiva, supervisionando così una nuova fascia d'età.
Dal novembre 2019, Eta ha lavorato anche part-time per la DFB, prima come assistente di Michael Urbansky con la nazionale femminile Under-19., poi come assistente di Bettina Wiegmann con l'Under-15.
Dalla stagione 2021-2022 è diventata assistente a tempo pieno di Wiegmann negli U15, ma ha concordato con il Werder Brema di lavorare part-time come assistente di Markus Fila nei C1-Junioren (U15).
Nell'estate del 2022 Eta, che all'inizio dell'anno aveva iniziato la preparazione per la licenza UEFA Pro, ha lasciato definitivamente il club ed è diventata assistente di Sabine Loderer in Federazione per l'Under-17 femminile.
Eta ha ottenuto il patentino UEFA Pro nella primavera del 2023 e si è poi trasferita nella NLZ dell'Union Berlino per la stagione 2023-2024, diventando assistente di Marco Grote per gli A-Junioren (U19), squadra che disputa la A-Junioren-Bundesliga Nord/Nordost.
Durante la pausa del novembre 2023 dovuta agli incontri in programma nei vari tornei internazionali organizzati dalla UEFA, i due si sono occupati insieme ad interim dell'allenamento della prima squadra maschile, poiché il club aveva deciso di separarsi dal tecnico Urs Fischer e dal suo storico assistente Markus Hoffmann. Portando a termine una partita di Bundesliga, diventerà il primo assistente allenatore donna nella storia del massimo campionato tedesco maschile.

## Statistiche

### Presenze e reti nei club
| Stagione                   | Squadra                    | Campionato                 | Campionato | Campionato | Coppe nazionali | Coppe nazionali | Coppe nazionali | Coppe continentali | Coppe continentali | Coppe continentali | Altre coppe | Altre coppe | Altre coppe | Totale | Totale |
| Stagione                   | Squadra                    | Comp                       | Pres       | Reti       | Comp            | Pres            | Reti            | Comp               | Pres               | Reti               | Comp        | Pres        | Reti        | Pres   | Reti   |
| -------------------------- | -------------------------- | -------------------------- | ---------- | ---------- | --------------- | --------------- | --------------- | ------------------ | ------------------ | ------------------ | ----------- | ----------- | ----------- | ------ | ------ |
| 2008-2009                  | Turbine Potsdam            | BL                         | 18         | 1          | CG              | 3               | 0               | -                  | -                  | -                  | -           | -           | -           | 21     | 1      |
| 2009-2010                  | Turbine Potsdam            | BL                         | 9          | 2          | CG              | 2               | 1               | UWCL               | 2                  | 1                  | -           | -           | -           | 13     | 4      |
| 2010-2011                  | Turbine Potsdam            | BL                         | 2          | 0          | CG              | 1               | 1               | UWCL               | 2                  | 1                  | -           | -           | -           | 5      | 2      |
| Totale Turbine Potsdam     | Totale Turbine Potsdam     | Totale Turbine Potsdam     | 29         | 3          |                 | 6               | 2               |                    | 4                  | 2                  |             | -           | -           | 39     | 7      |
| 2011-2012                  | Amburgo                    | BL                         | 22         | 1          | CG              | 4               | 3               | -                  | -                  | -                  | -           | -           | -           | 26     | 4      |
| 2012-2013                  | Cloppenburg                | 2BL                        | 22         | 4          | CG              | 3               | 1               | -                  | -                  | -                  | -           | -           | -           | 25     | 5      |
| 2013-2014                  | Cloppenburg                | BL                         | 19         | 2          | CG              | 3               | 1               | -                  | -                  | -                  | -           | -           | -           | 22     | 3      |
| Totale Turbine Cloppenburg | Totale Turbine Cloppenburg | Totale Turbine Cloppenburg | 41         | 6          |                 | 6               | 2               |                    | -                  | -                  |             | -           | -           | 47     | 8      |
| 2014-2015                  | Werder Brema               | 2BL                        | 20         | 6          | CG              | 2               | 0               | -                  | -                  | -                  | -           | -           | -           | 22     | 6      |
| 2015-2016                  | Werder Brema               | BL                         | 22         | 2          | CG              | 4               | 1               | -                  | -                  | -                  | -           | -           | -           | 26     | 3      |
| 2016-2017                  | Werder Brema               | 2BL                        | 22         | 8          | CG              | 3               | 0               | -                  | -                  | -                  | -           | -           | -           | 25     | 8      |
| 2017-2018                  | Werder Brema               | BL                         | 20         | 3          | CG              | 3               | 0               | -                  | -                  | -                  | -           | -           | -           | 23     | 3      |
| Totale Werder Brema        | Totale Werder Brema        | Totale Werder Brema        | 84         | 19         |                 | 12              | 1               |                    | -                  | -                  |             | -           | -           | 96     | 20     |
| Totale carriera            | Totale carriera            | Totale carriera            | 176        | 29         |                 | 28              | 8               |                    | 4                  | 2                  |             | -           | -           | 208    | 39     |

## Palmarès

### Club

#### Trofei nazionali
- Campionato tedesco: 3

Turbine Potsdam: 2008-2009, 2009-2010, 2010-2011
- Campionato tedesco di seconda divisione: 1

Werder Brema: 2016-2017

#### Trofei internazionali
- UEFA Women's Champions League: 1

Turbine Potsdam: 2009-2010

### Nazionale
- Campionato d'Europa under 17: 1

2008
- Campionato mondiale under 20: 1

2010